# Cratiria megaobscurior
Cratiria megaobscurior är en lavart som beskrevs av Marbach 2000. Cratiria megaobscurior ingår i släktet Cratiria och familjen Caliciaceae.   Inga underarter finns listade i Catalogue of Life.